# سنتز ژن مصنوعی

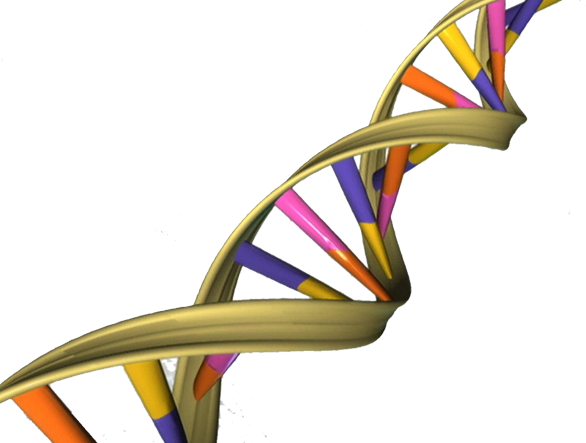
مارپیچ دوگانه DNA

سنتز ژن‌های مصنوعی یا سنتز ژن، که گاهی با عنوان چاپ DNA شناخته می‌شود روشی در زیست‌شناسی مصنوعی است که برای ایجاد ژن‌های مصنوعی در آزمایشگاه استفاده می‌شود. بر اساس سنتز DNA فاز جامد، آن را با کلونینگ مولکولی و واکنش زنجیره ای پلیمراز (PCR) متفاوت می‌کند زیرا لازم نیست که توالی‌های DNA موجود را آغاز کند؛ بنابراین، می‌توان یک مولکول DNA دو رشته کاملاً مصنوعی و بدون محدودیت ظاهری در توالی یا اندازه نوکلئوتید ایجاد کرد.

## یادداشت
1. ↑  "DNA 'Printing' A Big Boon To Research, But Some Raise Concerns".